# John Stafford Smith

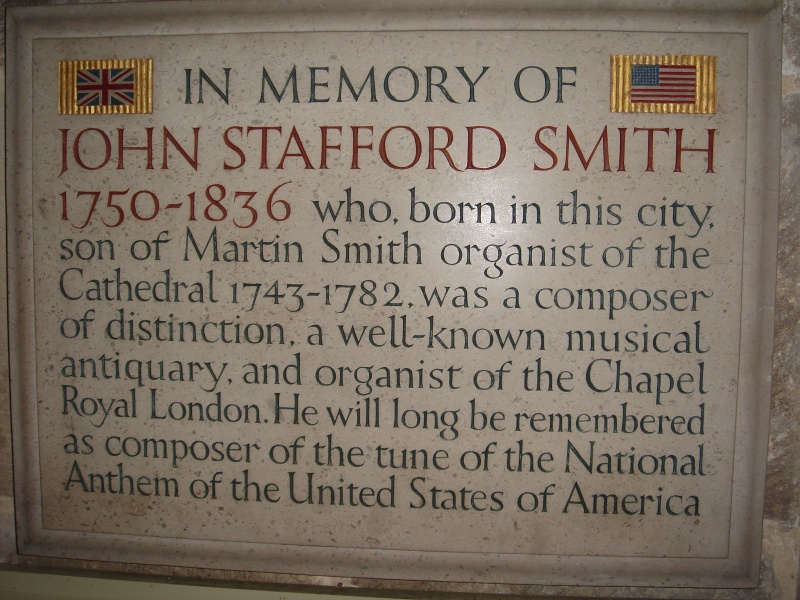
Memorial, na Catedral de Gloucester

John Stafford Smith (Gloucester, 30 de março de 1750 — 21 de setembro de 1836) foi um compositor britânico.
Era organista da igreja e musicólogo, sendo um dos primeiros colecionadores sérios de manuscritos de obras compostas por Johann Sebastian Bach. É também o autor da música do hino nacional dos Estados Unidos.